# تشارلز روبرتس إينغيرسول
تشارلز روبرتس إينغيرسول (بالإنجليزية: Charles Roberts Ingersoll)‏ هو محامي أمريكي، ولد في 16 سبتمبر 1821 في نيو هيفن في الولايات المتحدة، وتوفي بنفس المكان في 25 يناير 1903.